# Bamileke (povo)

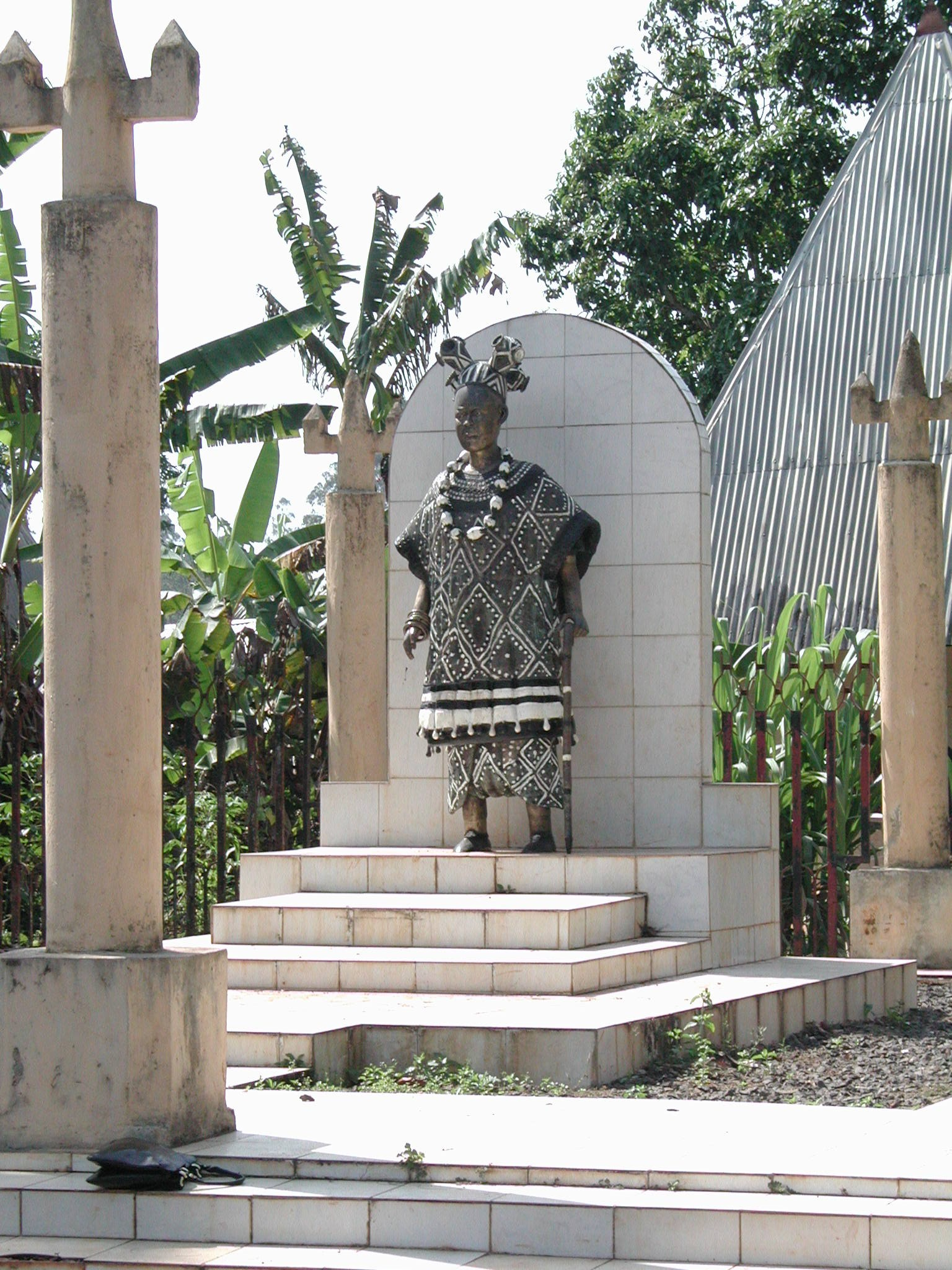
Estátua de um chefe tribal de Bana em Camarões.

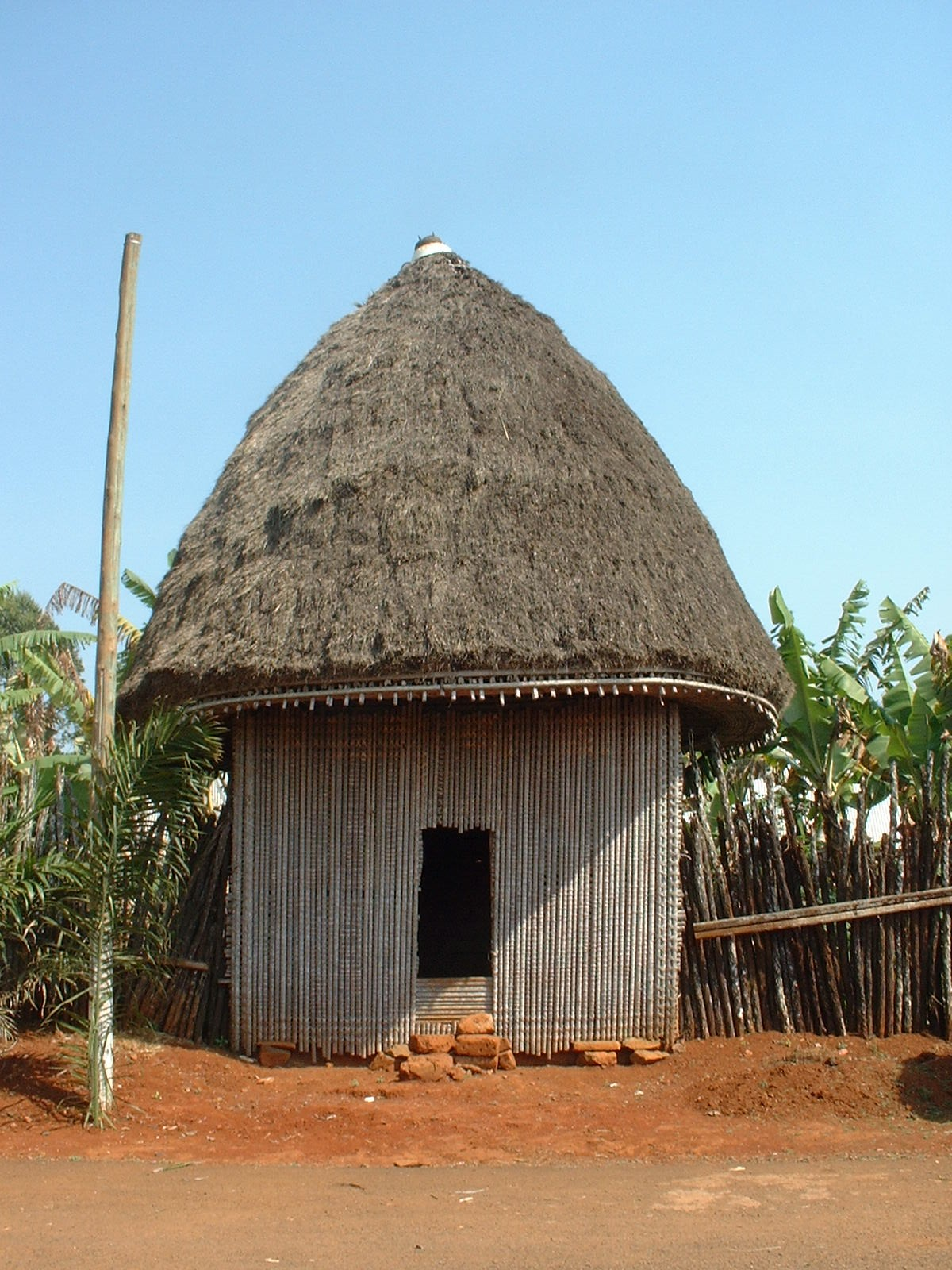
Cabana africana em Bana, pequena vila dos Camarões.

Os Bamileke (francês Bamiléké) são uma coleção de grupos étnicos semi-bantu, mais fortemente concentrado na parte ocidental das áreas montanhosas na província Ouest dos Camarões, a oeste do rio Noun  e Sudeste das montanhas Bamboutos e Províncias na região Mungo do Littoral, Sudoeste, e Centre. Os Bamileke dividem-se em mais de 100 diferentes grupos, cada um no âmbito do Estado de um chefe ou fon. No entanto, todos estes grupos estão ligados historicamente, culturalmente, e linguisticamente. Com mais de 2.120.000 pessoas, ainda no final do século XX, os Bamileke são os mais numerosos do  grupo semi-bantu.
Eles falam uma série de línguas relacionadas a partir do ramo bantóide da família linguística nigero-congolesa. Estas línguas estão intimamente relacionadas, no entanto, e algumas classificações identifica um dialeto continuum Bamileke com dezessete ou mais dialetos. 

## Outras leituras
- Knöpfli, Hans (1997—2002) Crafts and Technologies: Some Traditional Craftsmen and Women of the Western Grassfields of Cameroon. 4 vols. Basel, Switzerland: Basel Mission.